# Apalonia opaca
Apalonia opaca (лат.) — вид жуков-стафилинид рода Apalonia из подсемейства Aleocharinae. Мирмекофилы.  Французская Гвиана.

## Описание
Мелкие коротконадкрылые жуки. Длина тела 3,7 мм. Чёрно-коричневое тело с красновато-жёлтым пигидием; коричневые усики с тремя красноватыми базальными антенномерами; ноги красновато-жёлтые. Брюшко блестящее. Глаза сверху длиннее постокулярной области. Второй антенномер короче первого, третий длиннее второго, от четвёртого до десятого поперечные. Сильная сетчатость передней части тела. Пунктуация головы не видна. Зернистость переднеспинки и надкрылий не видна, а на брюшке видна только у заднего края каждого тергита. Голова со срединной бороздкой, переднеспинка с бороздками с каждой стороны. Мирмекофильный вид.  Формула лапок 4-5-5. Голова с отчетливой шеей. Максиллярные щупики состоят из 4 члеников, а лабиальные щупики из 3 сегментов.
Вид был впервые описан в 2015 году итальянским энтомологом Роберто Пейсом (Roberto Pace; 1935—2017) по материалам из Южной Америки (Французская Гвиана).